# Meister von Chaource

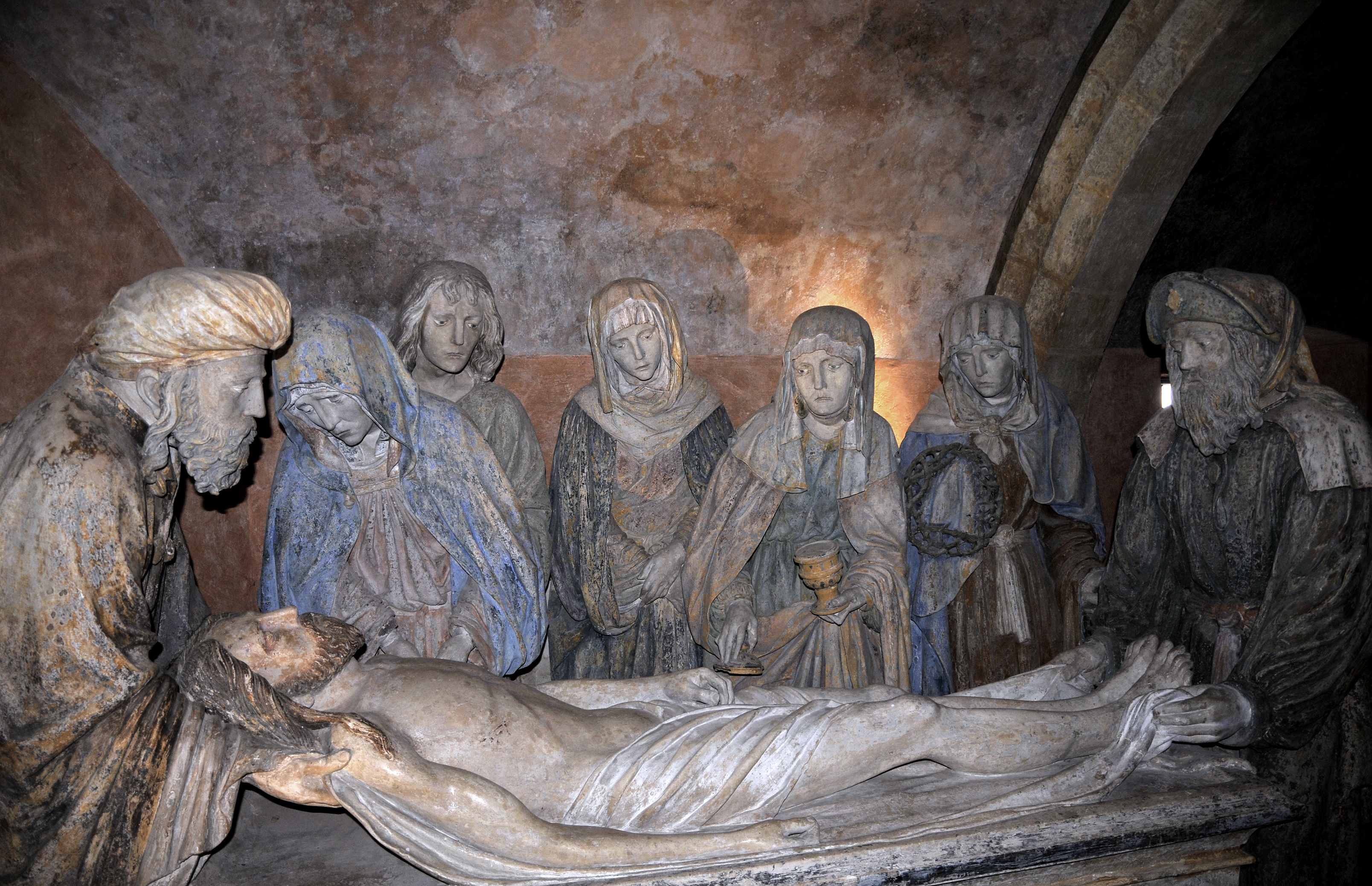
Meister von Chaource: Grablegung, Kirche Saint-Jean-Baptiste in Chaource, 1515–1520.

Mit dem Notnamen Meister von Chaource wird der spätmittelalterliche Bildhauer bezeichnet, der um 1515 eine Grablegung Christi für die Kirche Saint-Jean-Baptiste in Chaource in Frankreich geschaffen hat. Mit der Grablegung in Villeneuve-l’Archevêque von 1528 ist das Werk in Chaource, eine fast lebensgroße Gruppe von Figuren, eines der bedeutenden Beispiele des Stils der Skulpturen, die zwischen 1480 und 1540 in den Kunstwerkstätten um Troyes und der Champagne entstanden.

## Meister der heiligen Martha

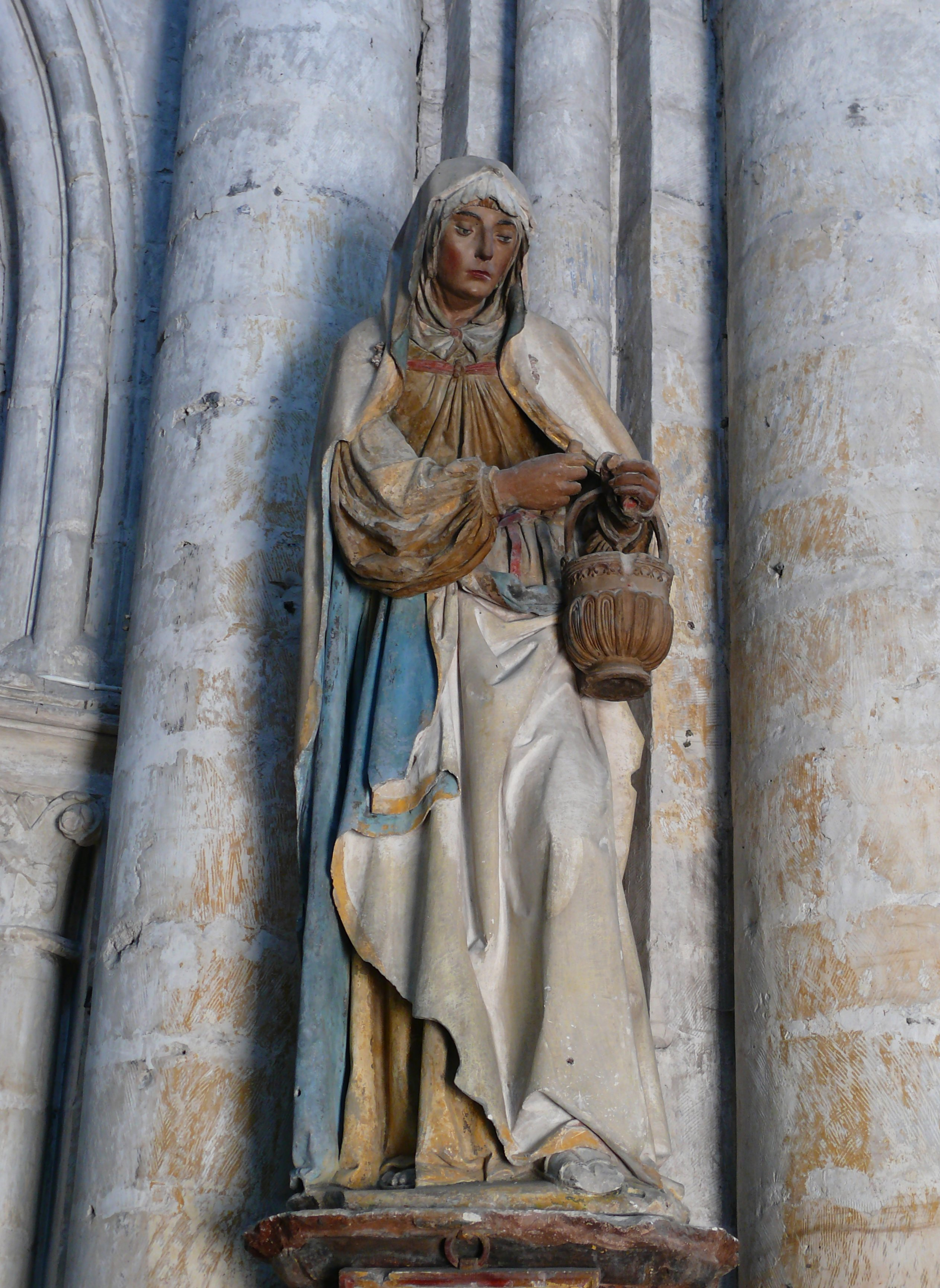
Meister von Chaource, St. Martha von Troyes

Der prägnante und realistische Stil des Meisters von Chaource wird in der Kunstgeschichte als Grundlage für weitere Zuschreibungen gesehen. So ist wohl die Figur einer hl. Martha in der Kirche Sainte Madeleine in Troyes auch aus der Hand des Meisters. Deswegen wird er auch manchmal als Meister der hl. Martha aufgeführt.

## Identifizierung
Es wurde untersucht, ob der Meister von Chaource der in der Champagne nachgewiesene Jacques Bachot sein könnte; dies ist jedoch umstritten.